# Казахстан (Курчумский район)
Казахстан (каз. Қазақстан) — село в Куршимском районе Восточно-Казахстанской области Казахстана. Входит в состав Бурановского сельского округа. Находится примерно в 36 км к западу от районного центра, села Куршим. Код КАТО — 635243500.

## Население
В 1999 году население села составляло 439 человек (228 мужчин и 211 женщин). По данным переписи 2009 года, в селе проживало 379 человек (199 мужчин и 180 женщин).